# Jéberos (Alto Amazonas)
Jéberos (fundada como Limpia Concepción de Jéberos en 1638) es una localidad peruana, capital del distrito homónimo ubicado en la provincia de Alto Amazonas en el departamento de Loreto.
Se encuentra a una altitud de 149 m s. n. m. Tenía una población de 2320 habitantes en 2017.

## Historia
Descubierto en  1640 por el jesuita español Lucas de la Cueva, cuya orden tenía contactos con los Shiwilos desde el año 1638, logrando establecer una misión en la cuenca del río Aypena, conocida como “Limpia Concepción de Jéberos”.
A partir de esta misión los jesuitas prosiguieron la conversión de otras etnias, tanto en el río Marañon y sus afluentes, el Huallaga, el Samiria, Tigre, Ucayali y el Amazonas entre otros.
Jéberos en ese entonces, se convertiría en la Capital de la Comandancia General de Maynas, reemplazando a la insegura Borja, que entra en decadencia, también se le vaticinaba como un excelente foco de irradiación misionera entre los nativos de la familia lingüística Cahuapanas.
El 25 de octubre de 1890, el Congreso de la República aprobó la Ley que traslada la Capital Provincial de Jéberos a Yurimaguas.
Desde que perdió la categoría como Capital Provincial, Jéberos sufrió un rudo golpe en los aspectos: Político social, cultural y económico.
Expediente Técnico de Anexión Territorial de los Centros Poblados de Paraíso, San Felipe y Nueva Alianza, del distrito de Jéberos al Lagunas.

## Clima
| Parámetros climáticos promedio de Jeberos | Parámetros climáticos promedio de Jeberos | Parámetros climáticos promedio de Jeberos | Parámetros climáticos promedio de Jeberos | Parámetros climáticos promedio de Jeberos | Parámetros climáticos promedio de Jeberos | Parámetros climáticos promedio de Jeberos | Parámetros climáticos promedio de Jeberos | Parámetros climáticos promedio de Jeberos | Parámetros climáticos promedio de Jeberos | Parámetros climáticos promedio de Jeberos | Parámetros climáticos promedio de Jeberos | Parámetros climáticos promedio de Jeberos | Parámetros climáticos promedio de Jeberos |
| Mes                                       | Ene.                                      | Feb.                                      | Mar.                                      | Abr.                                      | May.                                      | Jun.                                      | Jul.                                      | Ago.                                      | Sep.                                      | Oct.                                      | Nov.                                      | Dic.                                      | Anual                                     |
| ----------------------------------------- | ----------------------------------------- | ----------------------------------------- | ----------------------------------------- | ----------------------------------------- | ----------------------------------------- | ----------------------------------------- | ----------------------------------------- | ----------------------------------------- | ----------------------------------------- | ----------------------------------------- | ----------------------------------------- | ----------------------------------------- | ----------------------------------------- |
| Temp. media (°C)                          | 26.5                                      | 26.6                                      | 26.5                                      | 26.4                                      | 26.3                                      | 26.1                                      | 25.9                                      | 26.3                                      | 26.6                                      | 26.8                                      | 26.9                                      | 27                                        | 26.5                                      |
| Temp. mín. media (°C)                     | 21.8                                      | 22.1                                      | 22.1                                      | 21.8                                      | 21.9                                      | 21.6                                      | 21.2                                      | 20.9                                      | 21.4                                      | 21.9                                      | 22.2                                      | 22.1                                      | 21.8                                      |
| Fuente: climate-data.org                  |                                           |                                           |                                           |                                           |                                           |                                           |                                           |                                           |                                           |                                           |                                           |                                           |                                           |